# Liptitz

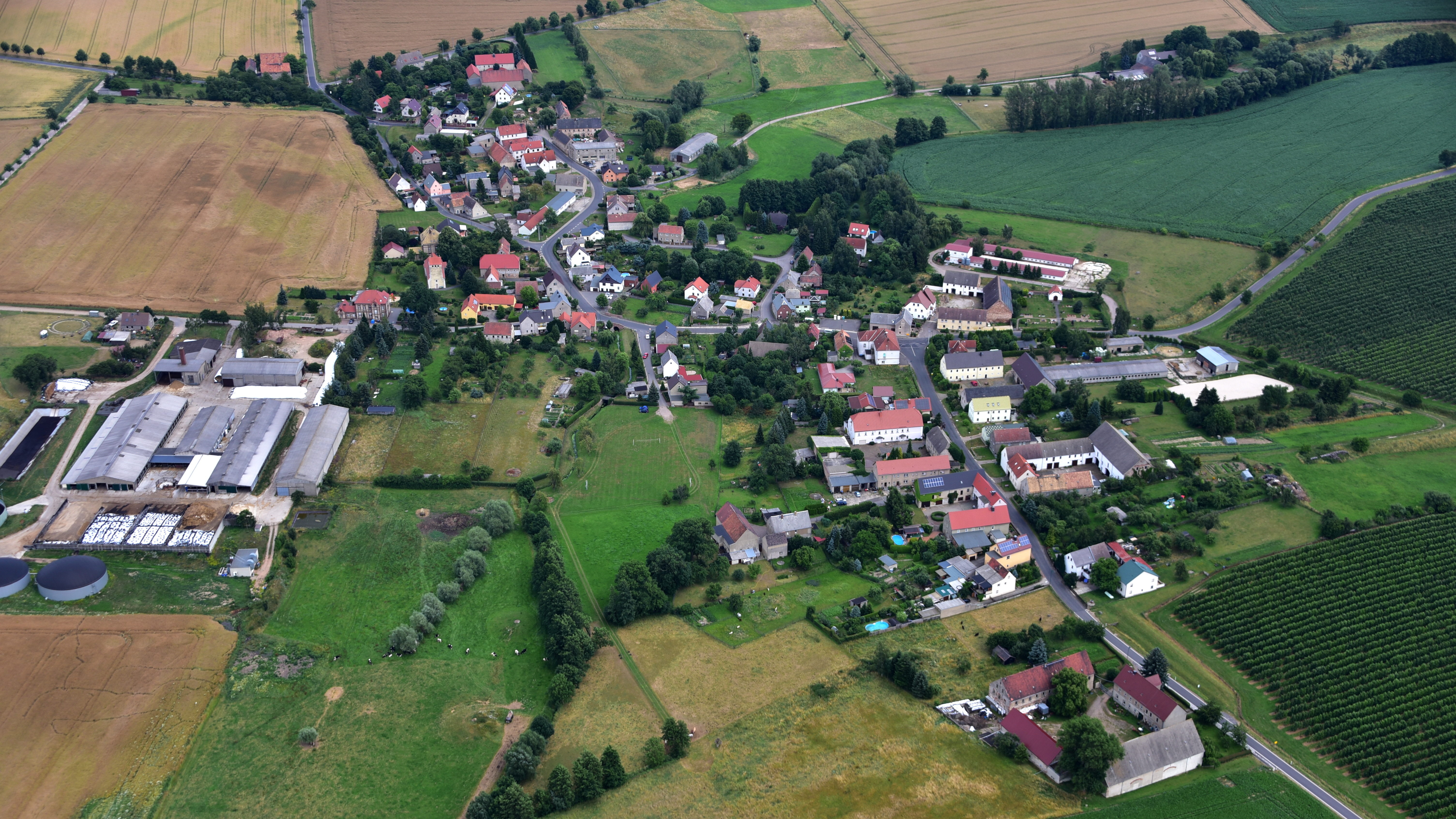
Liptitz, Luftaufnahme (2017)

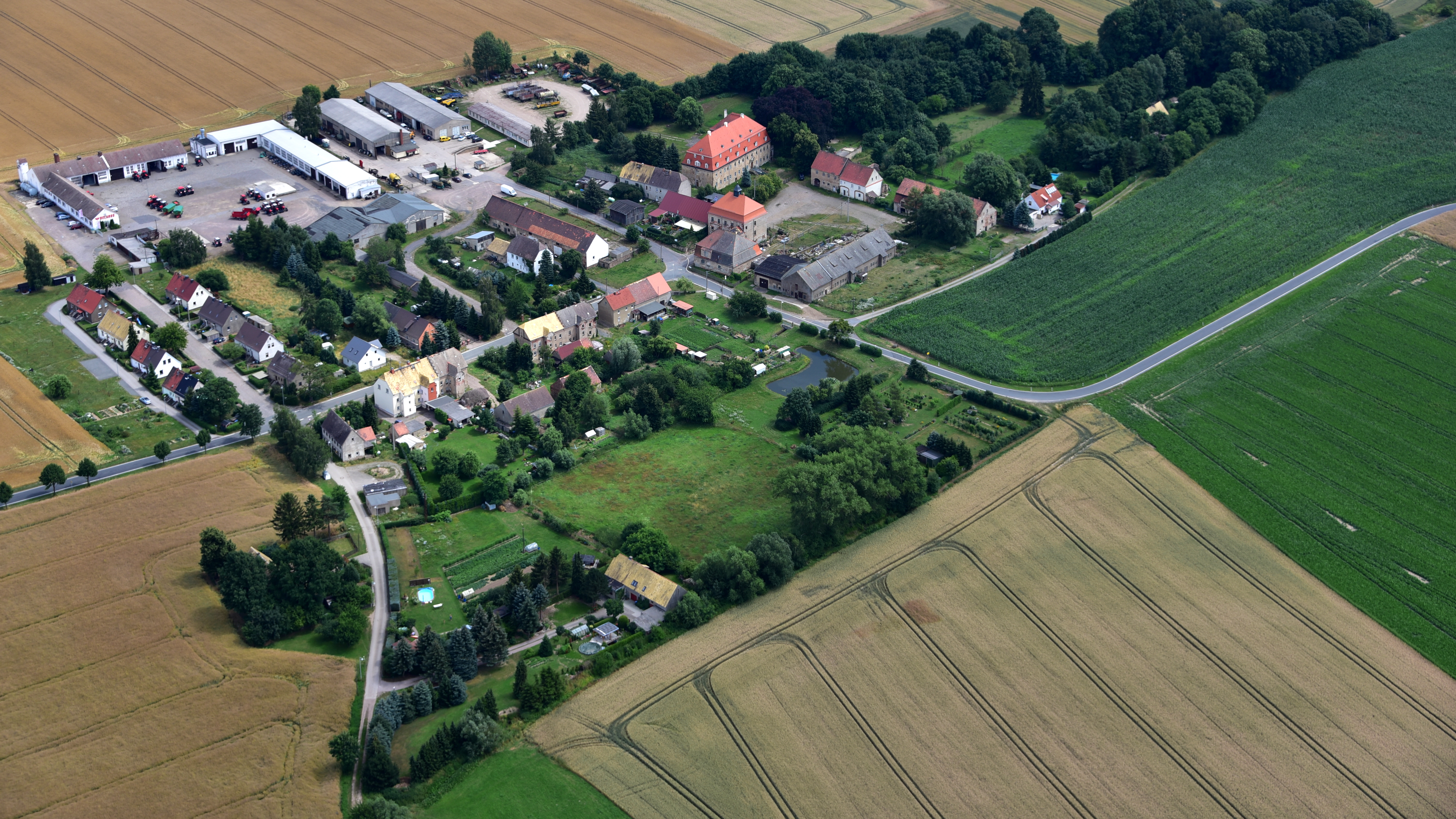
Wiederoda, Luftaufnahme (2017)

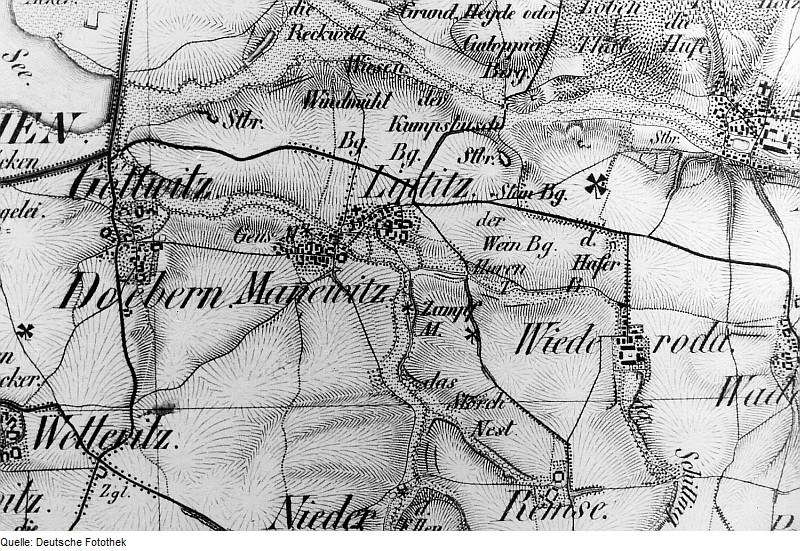
Ortsplan von 1839 bis 1840

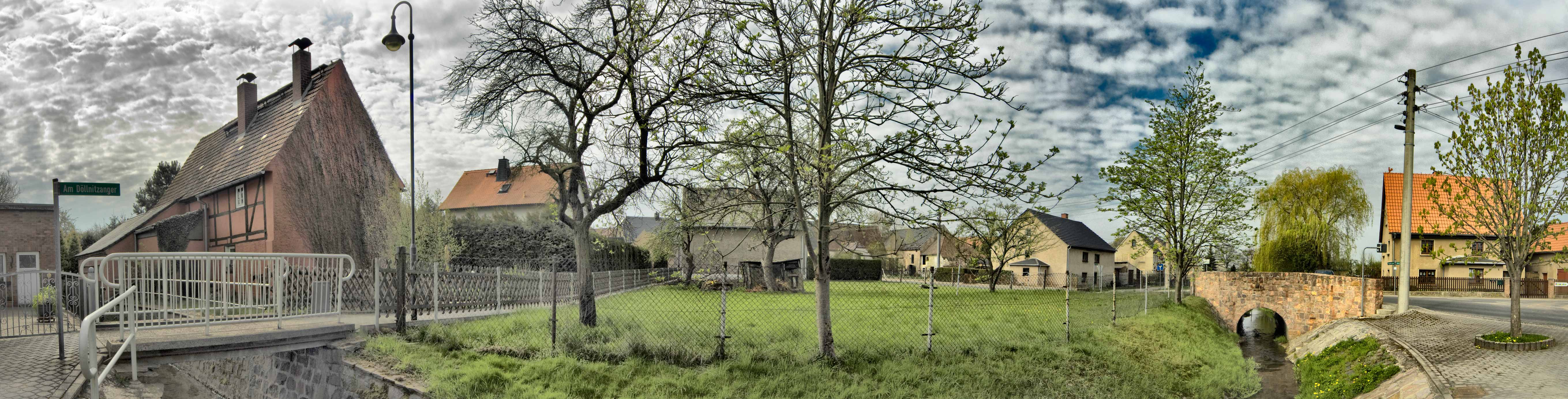
An der Döllnitz im Ortszentrum 17. April 2011

Das 184 ha große Gassendorf Liptitz mit gewannähnlichen Block- und Streifenfluren ist ein Ortsteil der Gemeinde Wermsdorf und liegt zwischen Leipzig und Dresden südlich von Wermsdorf in der Nähe der Bundesautobahn 14, 6,6 km von der Abfahrt Mutzschen entfernt.

## Ortsnamenformen
- 1245: Lvps
- 1372: Lupticz
- 1529: Luptitz
- 1552: Lueptitz

## Deutung des Ortsnamens
Der Wortstamm L'ub bedeutet Lieb und assoziiert mit L'ubotici und könnte von dem Namen der hier lebenden Menschen, der Leute des Lubotici abgeleitet sein. Jedoch allein vom Wortstamm auf eine lückenlose slawische Besiedlung zu schließen, trifft nur unvollständig auf die Besiedlungsgeschichte aufgrund der archäologischen Bodenfunde, welche eine menschliche Besiedlung bereits vor den Wenden nachweisen.

## Geschichte

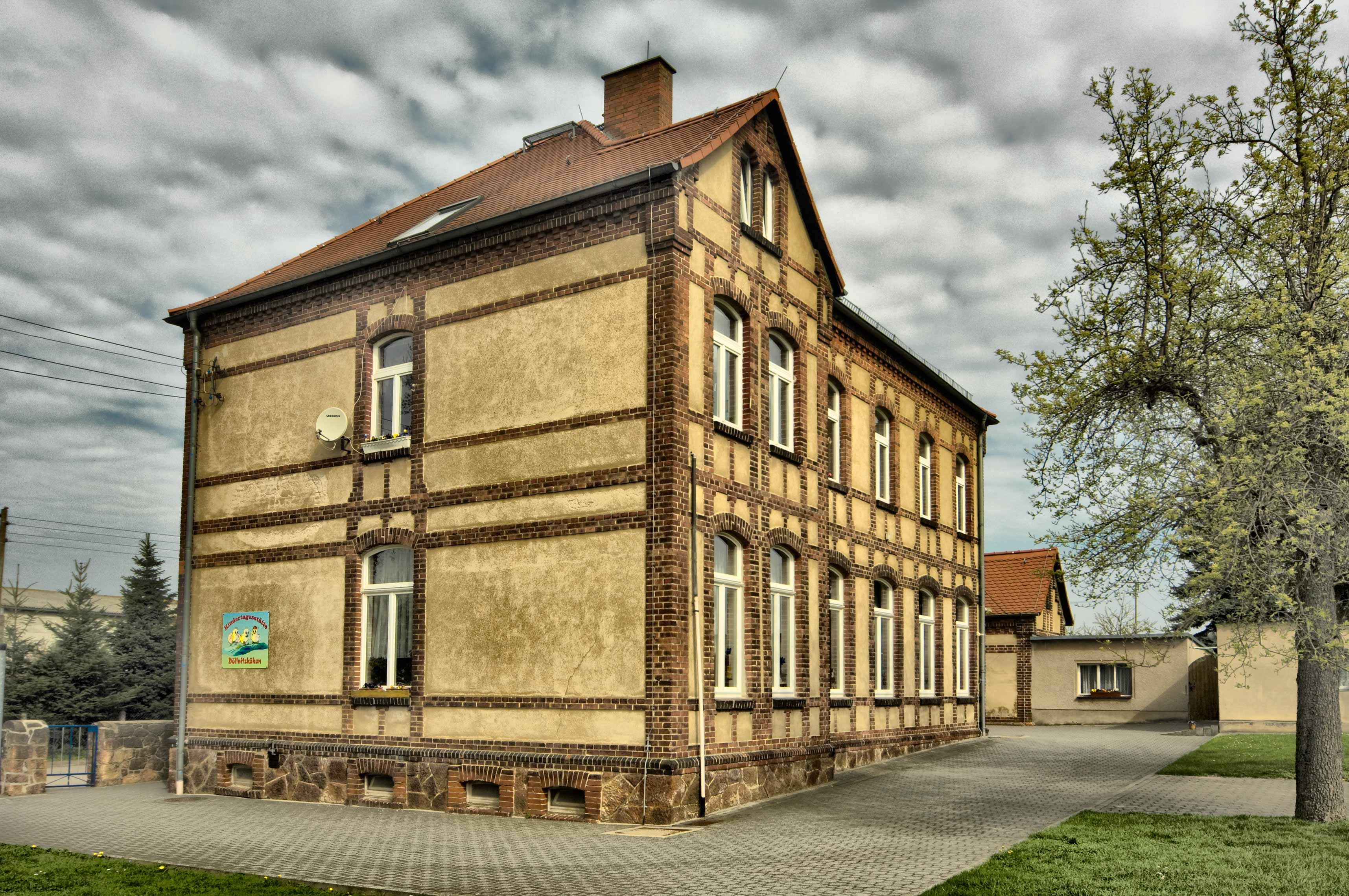
Die 1955 geschlossene Schule – heute Kindergarten und Wohnhaus, am 17. April 2011

Ob in der Bestätigungsurkunde des Kaisers Friedrich II. 1245 mit Lvps tatsächlich das Liptitz und nicht das Lüptitz bei Wurzen gemeint ist, muss dahingestellt bleiben. Zum Gassendorf Liptitz gehört der Rundweiler Mannewitz. Der ertragreiche Lößboden um Liptitz prägte den Ort durch jahrhundertelange Landwirtschaft. Auch heute noch ist die Struktur eines sächsischen Bauerndorfes mit seinen Drei- und Vierseithöfen gut erkennbar. Liptitz schaut auf eine lange wechselvolle Geschichte zurück. Am 19. Mai 1559 brannte Liptiz und die Kirche vollständig ab. An den Lasten des Dreißigjährigen Kriegs hatte Liptitz schwer zu tragen. Fast alle Häuser waren zerstört und den Rest der Bevölkerung dezimierte die Pest. 1650 findet sich eine Eintragung im Kirchenbuch: 

„Dieses Jahr ist niemand copulieret worden, weil alles fast ganz wüste im Dorf gewesen.“

 Noch 1660 findet sich keine Geburtseintragung im Kirchenbuch und trotzdem ist der Ort nie wüst geworden, bzw. untergegangen. 1831 erfolgt in Sachsen die Ablösung der Bauern, welche in einer aufrührerischen Petition der Gemeindebauern von Liptitz und Mannewitz gegenüber der umfangreichen Frondienste, dem Gesindezwang und der Schafhütung des Rittergutes Wiederoda münden, der erst 1832 abgeholfen werden konnte. 1839 wurden 98 Prozent der Ablösungskapitalien durch die Liptitzer Bauern gezahlt, die übrigen zwei Prozent 1851, bestätigt durch die sächsische Generalkommission für Ablösungen. 1901 war ein Bauernhof an die Königliche Landesanstalt zu Hubertusburg verpachtet und darin fünfzig geisteskranke Frauen untergebracht. In den ersten Nachkriegswochen nach 1945 plünderten immer wieder Sowjetsoldaten das Dorf und vergewaltigten die Frauen. Ein Liptitzer, welcher sich schützend vor seine Frau stellen wollte, wurde erschossen. Danach kamen 212 Vertriebene nach Liptiz, diese wurden im leeren, 1903 erbauten Pfarrhaus einquartiert. Die 1909 gebaute Schule wurde 1955 aufgrund der neuen DDR-Schulreform geschlossen. Die Kinder besuchten ab 1955 die Schule in Mahlis. 1912 erhielt der Ort den Anschluss an die Elektroenergie. Mit der Einführung der sowjetischen Kolchoswirtschaft zerstörte die Stalinisten jahrhundertelange Strukturen und trennte 1974 die uralten bäuerlichen Zusammenhänge zwischen Pflanzen- und Tierproduktion. Es fand eine sozialistische Industrialisierung der Landwirtschaft statt, die vormals freien Bauern, auch die Bodenreform-Neubauern wurden zu werktätigen Bauern. Der Gründung der LPG Thomas Müntzer am 8. April 1953 gingen jahrelange Kriminalisierungen der freien Bauern voraus und zwang die Besitzer der größeren Betriebe oft aus auswegloser Angst vor angedrohten Strafen in die Flucht in die BRD. Ab 1968 wurde im Dorf nur noch fünf Tage in der Woche gearbeitet und vierzehn Tage im Jahr Urlaub gemacht, dazu erwarb die LPG Ferienobjekte, sogenannte Datschen in der Berliner Heide. In den Wintermonaten wurden die werktätigen Bauern politischer Propaganda ausgesetzt, auch auf dem Lande sollte ein Neuer Mensch, die sozialistische Persönlichkeit geformt werden. Mit der Neuanlage der Talsperre Döllnitzsee veränderte sich die Landschaft unweit von Liptiz. 1986 wurde Liptitz an die zentrale Wasserversorgung angeschlossen. Von 1999 bis 2006 sank die Einwohnerzahl von 266 auf 232, das entsprach einem Rückgang von fast dreizehn Prozent. Liptitz wurde am 1. April 1995 zur Gemeinde Wermsdorf eingemeindet. 2009 stellte Liptitz die sächsische Fischkönigin.

### Ortsteil Mannewitz
Die Döllnitz, ein Binnengewässer zweiter Ordnung, welche ihre Quelle in Querbitzsch hat, fließt durch den Ort und bildet die Flurgrenze zum Ortsteil Mannewitz. Das 211 ha große Mannewitz wurde 1378 als Manewicz erstmals erwähnt.

### Früheste Weinbauregion
Ein Flurstück am Nordhang des Schillingbuchtales zwischen Wiederoda und Liptitz trägt den Namen Weinberg. Die Flurstück gehörte zum Rittergut Wiederoda.

## Rittergut Wiederoda

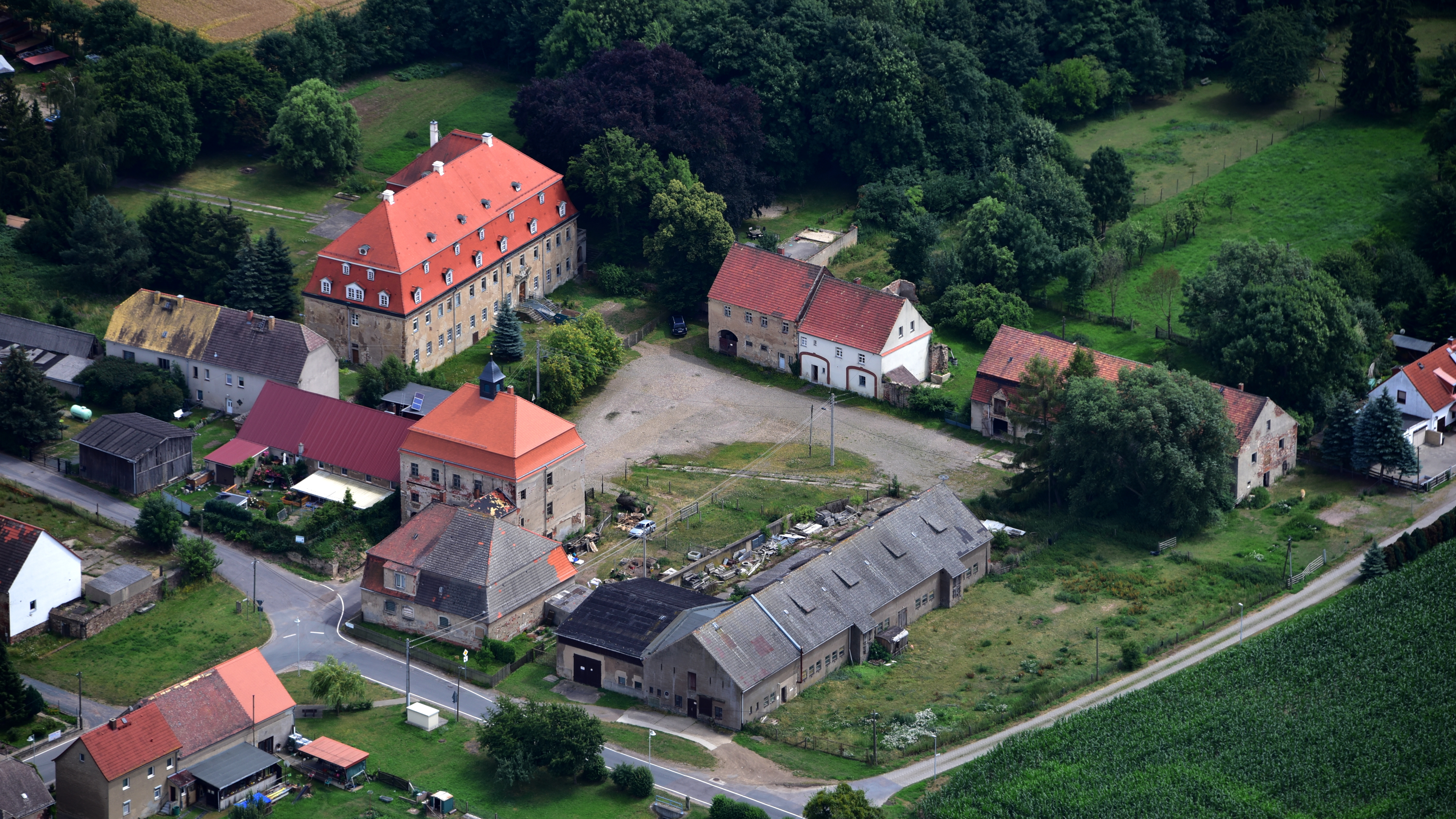
Liptitz, Wiederoda, Rittergut Wiederoda, Luftaufnahme (2017)

Herrenhaus des Rittergutes Wiederoda am 17. April 2011

Der letzte Rittergutsbesitzer vor 1945 Karl Heinrich Sieber

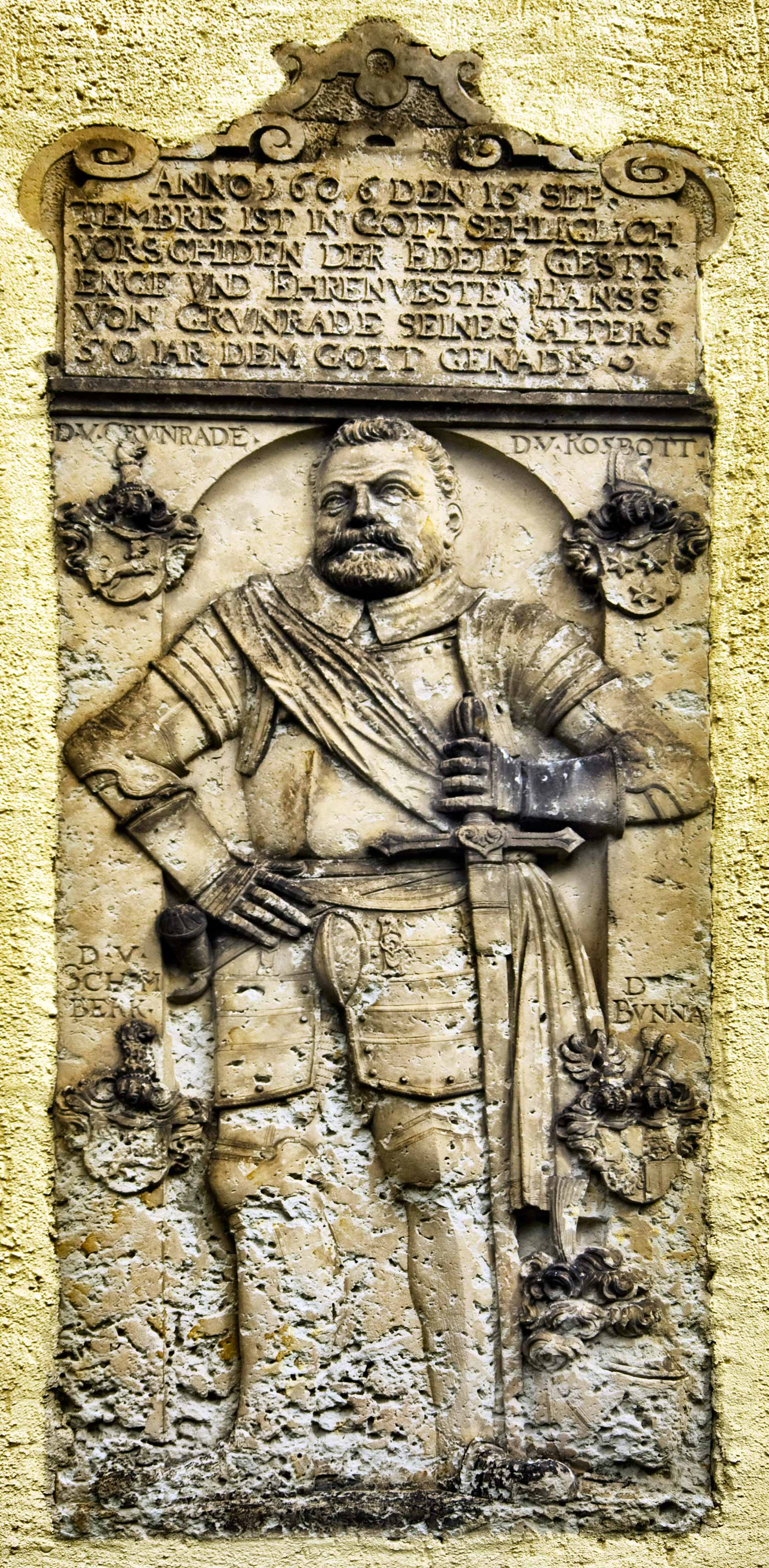
Denkmal des Hans von Grünrode von 1606 am 17. April 2011

Das altschriftsässige Rittergut Wiederoda gehörte zum Amt Grimma und kam 1836 durch eine Umbezirkung zum Justizamt Mutzschen. Zum Gerichtsbezirk des 278 ha großen Rittergutes gehörten neben Wiederoda auch die Dörfer Liptitz und Mannewitz. Im 16. Jahrhundert gehörte das Rittergut der Familie von Heinitz und von Grünrode. Besitzer im 17. und 18. Jahrhundert waren die Familien von Bünau (ab 1717), Ende des 18. Jahrhunderts Familie Müller. 1831 hielt das Rittergut eine Herde von 900 Schafen. Schon im Jahr 1835 trat Christian Gottlob Müller die Gerichtsbarkeit des Ritterguts an den Staat ab. Das Herrenhaus erwarb Emil Barth 1873. Die Jurisdiktion ging am 1. Juni 1835 an das Justizamt Mutzschen zu Wermsdorf. Der im Wermsdorfer Forst tätige königlich sächsische Forstinspektor Carl Heinrich Wilhelm Zinkernagel überarbeitete im Ruhestand Mitte des 19. Jahrhunderts die landwirtschaftliche Wirtschaftsplanung für das Rittergut Wiederoda. Kurz vor Kriegsende 1945 flüchtete der letzte Rittergutsbesitzer Karl Heinrich Sieber vor den anrückenden Sowjettruppen. Als ehemaliger SS-Offizier und Reichstagsabgeordneter entging er somit dem massenhaften Schicksal der grausamen bürgerlichen Deportationsmorde durch die Sowjets. Dafür wurde seine Frau inhaftiert und verhört. Danach wurde sie in einem Viehwaggon nach Stralsund verschleppt. Im Spätherbst gelang ihr auf abenteuerliche Weise die Flucht in den Westen Deutschlands. Das Herrenhaus wurde bis 1948 als Lazarett der Roten Armee genutzt und entging somit dem Abriss-Schicksal zahlreicher sächsischer Schlösser und Herrenhäuser, wie dem Rittergut Köditz bei Calbitz. Nach dem Abzug der Sowjetischen Besatzungstruppen wurde ein Tuberkulose-Heim eingerichtet. Das Land wurde aufgrund des SMAD-Befehl Nr. 209 unter Neubauern aufgeteilt. 1966 bis 1991 befand sich im Herrenhaus eine Förderschule für geistig Behinderte und es erfolgte eine vollständige Rekonstruktion. Nach der Wende wurde der Sohn des Alteigentümers, Dietrich Sieber mit einer Summe von 15.000,00 € abgefunden. Der Verkehrswert des Gutes wurde auf 2.000.000,00 € geschätzt. Die ehemaligen Wirtschaftsgebäude wurden zu Wohnungen umgebaut. Den Gebäudekomplex des ehemaligen Kreisbetriebes für Landtechnik auf dem Gelände des Rittergutes bewirtschaftet ein Traktorenvertrieb aus Minsk, die „Belimpex Handel GmbH“. Weiterhin befinden sich Verwaltungssitz und Technikgebäude der „Döllnitztal Agrar e. G. Liptitz“ in Wiederoda. Diese betreibt Feld- und Viehwirtschaft im Großraum Wermsdorf und Ablass auf insgesamt ca. 1.200 ha. Heute gehört das Herrenhaus Herrn Kraft von Wedel, einem Alpaka-Züchter aus Sornzig-Ablaß. Die Mehrzahl der einst landwirtschaftlich genutzten Nebengebäude sind ruinös und verfallen.

### Baubeschreibung
Das Rittergut selbst ist ein langgestreckter ungeschmückter Bau, an dem das im Barock des Dresdner Zwinger gestaltete Tor mit dem Wappen derer von Bünau und der Jahreszahl 1721 hervorsteht. An den Seiten befinden sich Pilaster mit auswärts gestellten Rundverdachungsansätzen. In der stattlichen Vorhalle befanden sich zwei Korinthische Säulen auf Postamenten mit vier konkaven, durch Reliefs verzierten Seiten. Dahinter war eine dreiläufige, von links ansteigende offene Treppe. Im Obergeschoss befand sich eine Bogenarchitektur zwischen Treppe und Vorhalle. Am Gutstor war das Wappen derer von Grünrod.

### Einwohnerzahlen
| Jahr | Einwohner | Quelle |
| ---- | --------- | ------ |
| 1547 | 30        | [ 16 ] |
| 1764 | 24        | [ 16 ] |
| 1834 | 253       | [ 16 ] |
| 1910 | 465       | [ 16 ] |
| 1950 | 633       | [ 16 ] |
| 1990 | 398       | [ 16 ] |
| 2006 | 232       | [ 17 ] |

## Kirche

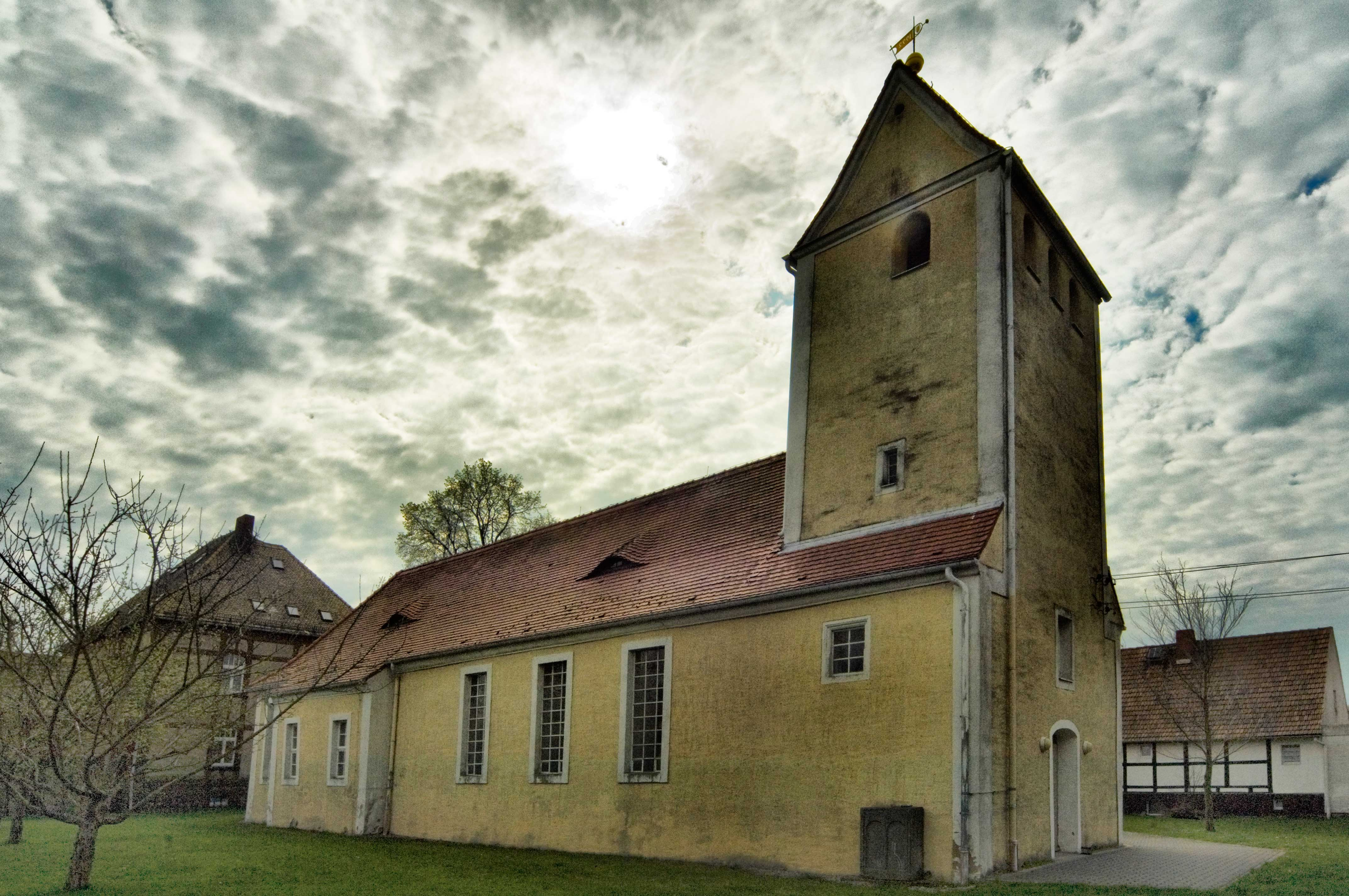
Ev.- luth. Kirche am 17. April 2011

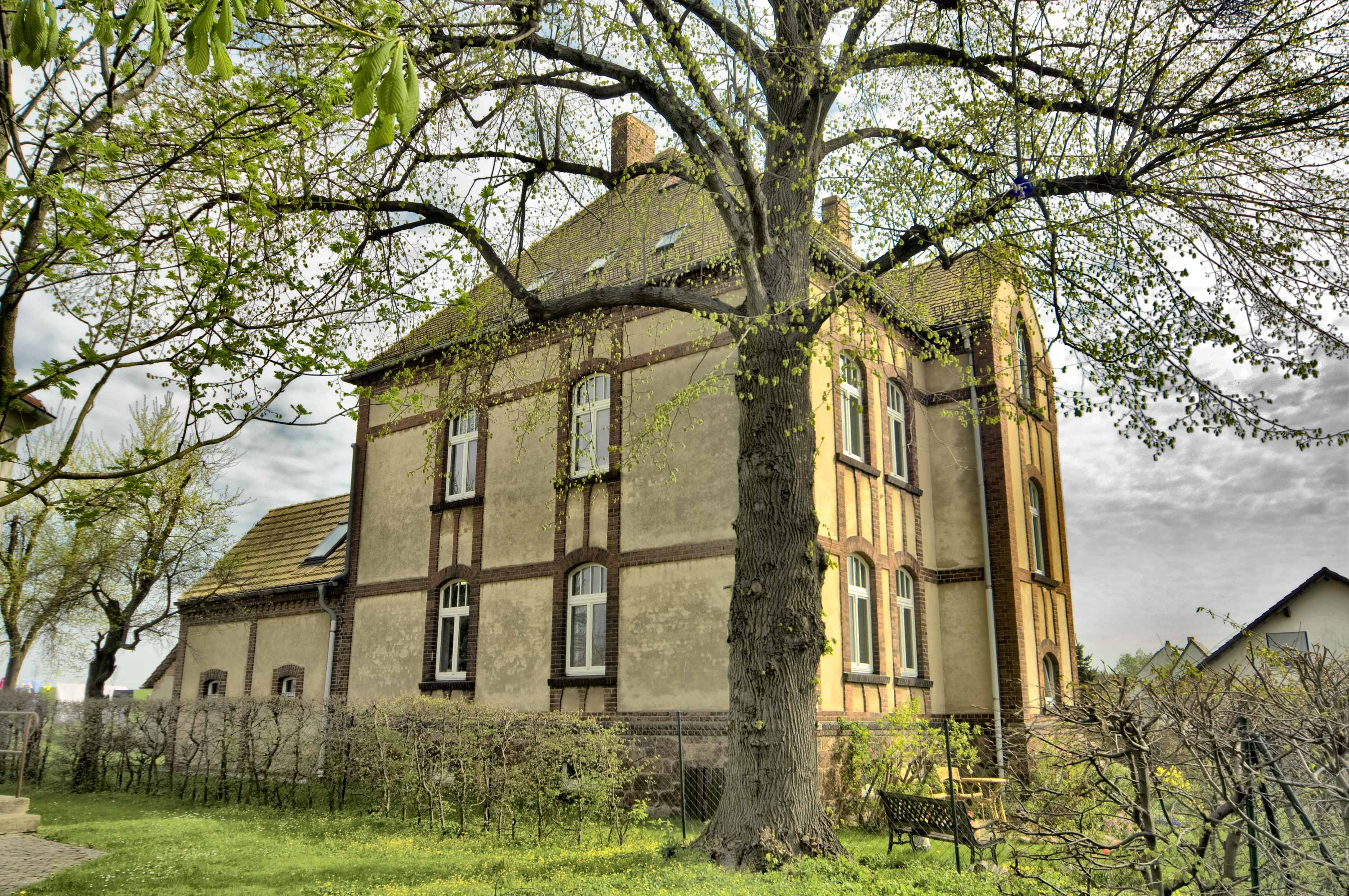
Das ehemalige Pfarramt am 17. April 2011

In den Jahren von 1638 bis 1650 gab es in Liptitz keinen Pfarrer mehr. 1879 wurde die Parochie Liptitz, es bildete mit dem eingepfarrten Mannewitz und mit Wiederoda eine Kirchgemeinde, welches bis dahin zur Ephorie Grimma gehörte, zur Ephorie Oschatz zugeordnet. Einen eigenen Pfarrer hat Liptitz seit 1925 nicht mehr. Das Rittergut Wiederoda übte das Kollaturrecht über die Kirche Liptitz aus.

### Baubeschreibung
Die Kirche ist ein rechtwinkliger Raum, ostwärts aus dem Achteck geschlossen. Der Turm ist ein schlichter Bau mit einer Glockenstube. Die Turmuhr war ein Werk aus der Fabrik von Bernhard Zachariä in Leipzig und stammt aus 1880, ist aber von außen nicht mehr zu sehen.

### Orgel
Die Orgel wurde 1776 von Johann Ernst Hähnel erbaut und 1835 und 1894 restauriert. 1916 war die Orgel in einem derart schlechten Zustand, dass eine Reparatur nicht mehr lohnte und alle Zinnprospektpfeifen zur Sammelstelle nach Wermsdorf gebracht wurden, um diese dann zu Kriegszwecken einzuschmelzen.

### Baugeschichte
Die Kirche wurde 1560 erbaut. 1604 ließ Heinrich von Gründrode den Turm anfügen, der sich in der Architektur noch ganz an der alten romanischen Form orientierte. Auf dem Dach sind zwei Wetterfahnen mit dem Gründrodschen Wappen. 1724 wurde die Kirche umgebaut, 1823 und 1892 erneuert. 1929 wird der Dachstuhl erneuert. und der Stein des Dietrich von Grünrode in den Innenbereich verlegt. Eine Stuckdecke wurde eingezogen. Anfang der achtziger Jahre brach der wurmstichige Originalaltar zusammen. Zwischenzeitlich improvisierte die Gemeinde mit einem Schreibtisch. 1999 fertigte der Mutzschener Tischler Döge einen neuen Altar aus Kiefernholz und nach Vorlage alter Fotografien. 1992 wurde die Kirche im Außenbereich instand gesetzt. Das Dach wird mit Biberschwanz-Schindeln neu eingedeckt und ein neuer Außenputz aufgebracht.

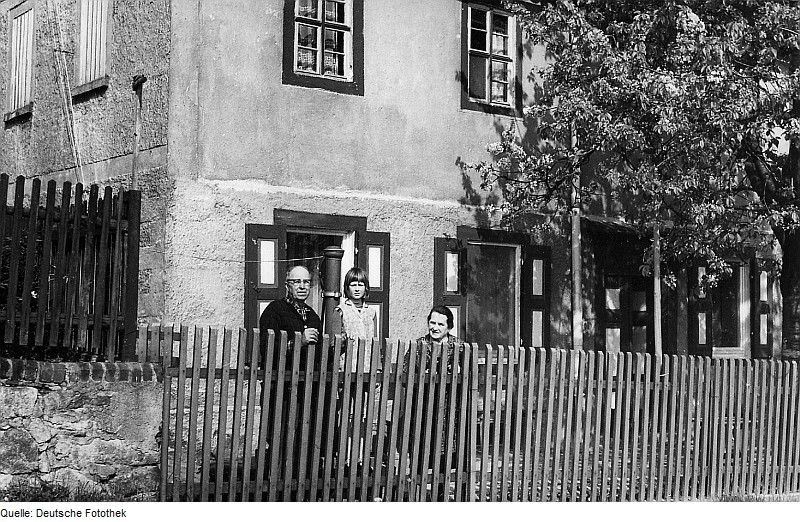
Ehemaliges Windmühlenhaus am 13. Mai 1975

## Wirtschaft

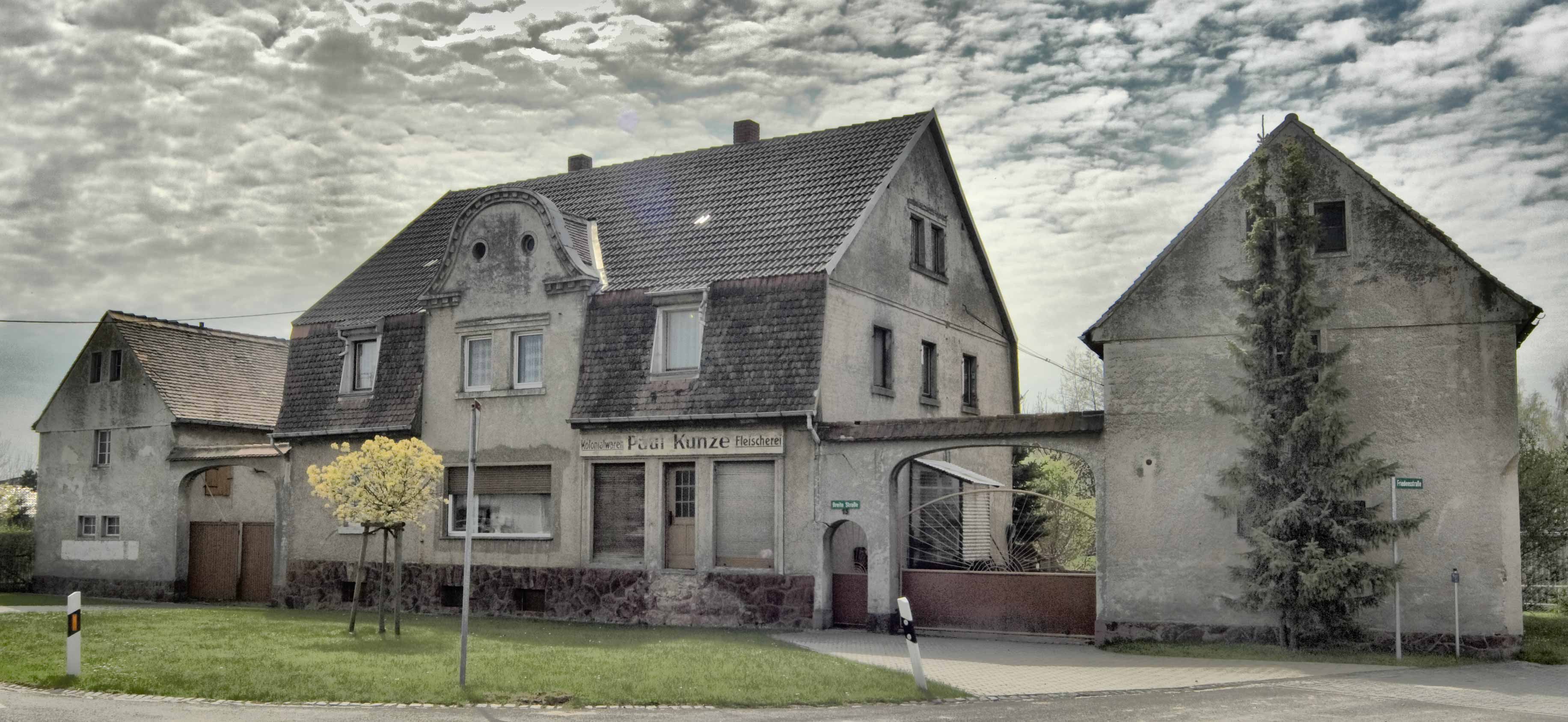
Hof und Landfleischerei Paul Kunze 1925 am 17. April 2011

### Hühnerhof Liptitz
Durch eine Geschäftsidee vom ehemaligen Liptitzer Bürgermeister Jürgen Schönberg gründete dieser mit 5.050 Hühner am 1. Juni 1997 einen Hühnerhof. Dazu baute er zwei ehemalige Kälberställe für eine artgerechte Haltung einen riesigen Weideauslauf aus. Der Betrieb Schönberg war Landessieger für Artgerechte Tierhaltung 1998 und 1999.

#### Auswirkung der Vogelgrippe H5 N1
Durch die Epidemie bei der Firma Eskildsen (siehe hierzu den Beitrag Eskildsen) musste am 20. September 2006 sämtliches Federvieh im Sperrkreis um Wermsdorf getötet werden. Auch die Kleintierhalter in Liptitz waren davon betroffen. Es durften keinerlei Geflügelprodukte mehr ein- oder ausgeführt werden. Insgesamt wurden 14.000 Tiere aus 90 Geflügelhaltungen vergast und getötet, darunter auch die des Geflügelhofes Schönberg mit insgesamt 5.000 Hühnern. Diese schwere Zeit hat der Hof überstanden und neue Hühner eingestallt.

### Pferdezuchtbetrieb Plötz
In der ehemaligen Schäferei des Rittergutes Wiederoda richtete sich 1991 Ulf Plötz mit einem Pferdezuchtbetrieb und einer Zucht von Oldenburgern ein. Der Verkauf der Pferde erfolgt vorwiegend auf Aktionen, die Käufer kommen aus dem In- und Ausland.

### Trainingsstall Häußler
Der Eigentümer Ines und Ronald Häußler erwarben den Hof 1998. Mit brachten die Eigentümer zwanzig Westernpferde, darunter acht Pensionspferde. Mit einer eigenen Zucht von Quarter Horse und Paint Horse ist der Hof im Sport aktiv.

## Sehenswürdigkeiten

### Kriegerdenkmal Erster Weltkrieg

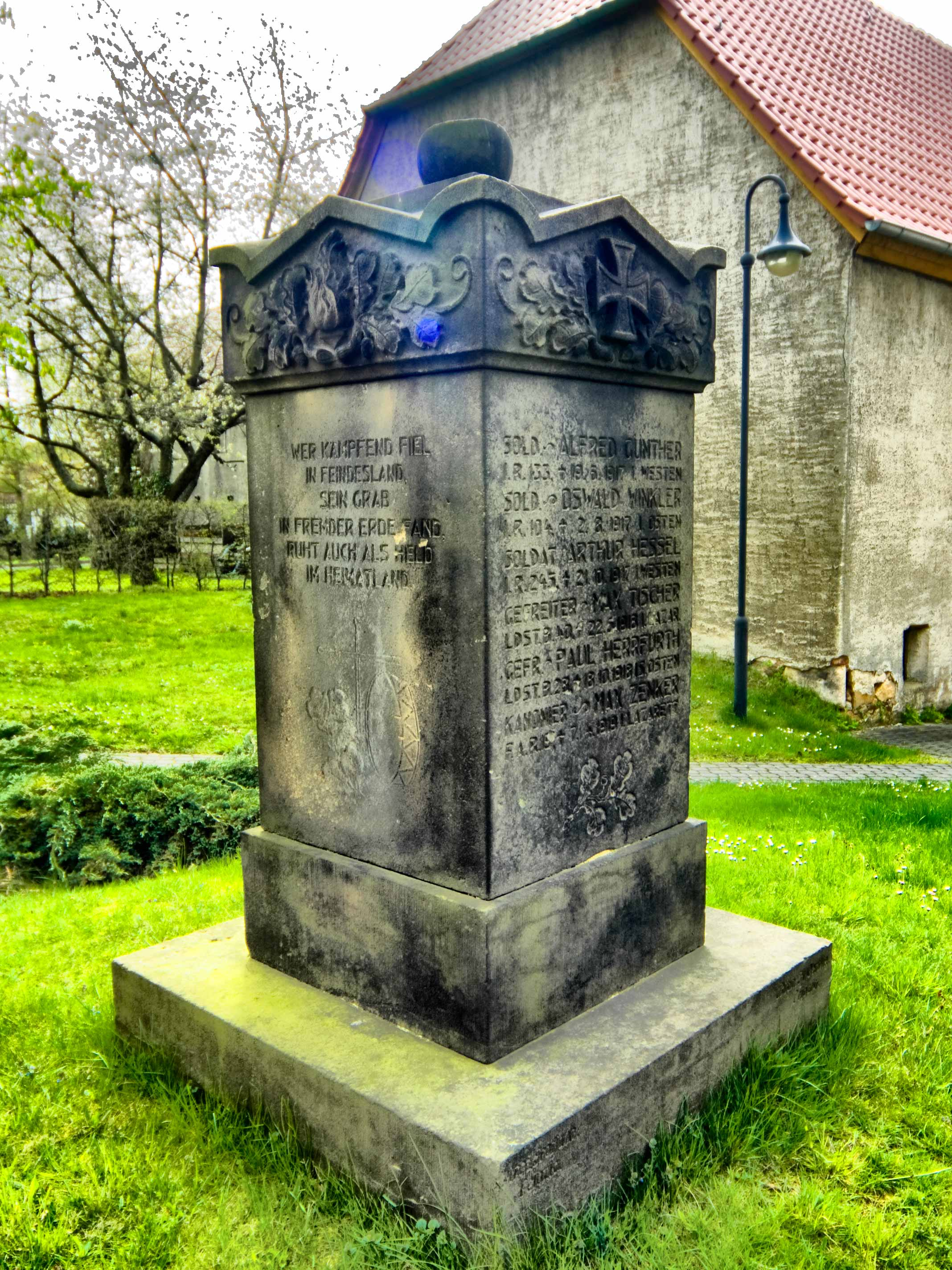
Das Denkmal für die Opfer des Ersten Weltkrieges am 17. April 2011

Im Ersten Weltkrieg fielen zwölf Einwohner.

### Der alte Konsum von Liptitz
Das im Original aus der Jahrhundertwende des 20. Jahrhunderts erhaltene Haus ist ein seltenes Beispiel harmonisch angepasster Zweckarchitektur in einer landwirtschaftlich geprägten Architekturlandschaft. Den Kern bildet ein großes Traufhaus unter einem Mansarddach mit einem hohen zweifenstrigen Frontispiz. Es handelt sich um eine 1925 erbautes Gebäude für eine Landfleischerei des Paul Kunze und seiner Frau Anna. Der Fleischerbetrieb wurde nach 1945 eingestellt und der Laden durch die neu gegründete Konsumgenossenschaft übernommen.

### Denkmal derer von Grünrade

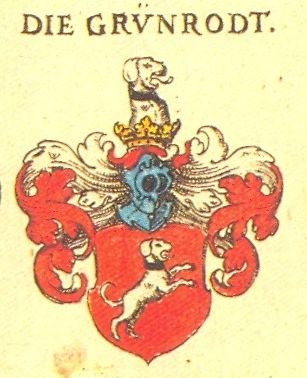
Wappen der Familie Grünrodt aus Siebmachers Wappenbuch von 1605

Das Adelsgeschlecht der von Grünrade (auch Grünrodt, Grünrod oder Grünrode) ist ein uraltes sächsisches Adelsgeschlecht, welches bereits 1090 durch Hofmeister Ulrich von Grünrodt unter Herzog Wilhelm von Sachsen gedient hat. 1389 hat der geheime Rat Heinrich von Grünrode Lüneburg gegen die Belagerung von Herzog Magnus von Braunschweig erfolgreich verteidigt und starb bei der Verteidigung von Schloss Ricklingen. Er hinterließ sechs Söhne, welche nach vier Generationen erstmals im 16. Jahrhundert einen Ritter Balzern von Wiederoda nennen. 1586 übernimmt Dietrich von Grünrodt in Nachfolge der Familie von Haugwitz die Herrschaft Seifersdorf (Wachau) bei Radeberg. Er war Herr auf Liptitz und Seifersdorf bei Radeberg und verstirbt 1603 in Dresden und wird in Seifersdorf beigesetzt. Dietrich ist als kniender Ritter vor dem gekreuzigten Jesus im Altar der Seifersdorfer Kirche dargestellt. Sein Sohn Wolff-Dietrich I. erbaut 1604/1605 die Seifersdorfer Kirche. Diese wird eine Grablege der Familie von Grünrodt. Der Altar zeigt die Familie von Grünrodt und rundum den Altar gibt es mehrere mannshohe Plastiken von Rittern der Familie von Grünrodt. Das Adelsgeschlecht war in Seifersdorf 161 Jahre vor Ort und ist um 1747 (siehe hierzu den Artikel Schloss Seifersdorf) mit dem letzten Grünrod, der keine Nachkommen hatte, ausgestorben. Danach ging Seifersdorf an Heinrich von Brühl über.

#### Hans von Grünrade
Das lebensgroße Bildnis des Hans von Grünrade trägt folgende Inschrift: 

„Anno 1606, den 15. September, ist in Gott Sehliglich verschieden der Edele, Gestrenge und Ehrenfeste Hanns von Grunrade. Seine Alters 50 Jahre. Dem Gott Genade“

 Um die Figur herum sind die Wappen der alten sächsischen Adelshäuser von Kospoth, von Bünau, Von Schönberg und das von Grünrade herausgearbeitet. Auf dem 2,8 m hohen und 85 cm breiten Sandsteinrelief ist ein stehender Ritter zu sehen, der kühn nach vorn rechts schaut, die Rechte in die Seite stemmt und mit der Linken das Schwert auf den Boden stützt. Er ist in volle Rüstung gekleidet und trägt eine Schärpe. Den Helm hat er an seinem linken Fuß abgelegt, weil er ihn nun nicht mehr benötigt.

#### Dietrich und Joachim von Grünrade
Das Denkmal besteht aus Sandstein und aus zwei 115 cm hohe lateinische Inschriftentafeln darüber ein Profil mit dem Spruch: Siehe das ist Gottes Lamb (aus Johannes 1. Kap.) Der Stein befindet sich im Inneren der Kirche.

##### Übersetzung Joachim von Grünrade
Auf dem einen Stein steht übersetzt: Joachim, vom Geschlechte der von Grünrade, mächtig in Waffen. Ich war als Berühmtheit von sehr bekanntem Adel gewesen. Um von Jugend an Zeit zu verwenden auf die ehrenhaften Künste. Mein erstes Interesse war, Christus zu kennen. Danach in die Städte der Belgier verfolgte ich (?) Wo ich war stolzer Soldat fünf Jahre. Gegen die Pannoner und Türken war ich edelmütig an der Donau. Vier Jahre trug ich Waffen für das Vaterland. An den Stadtmauern von Ostia schließlich niedergeschlagen unter den Feinden, starb ich durch Hiebe, Schwefel und Feuerkugeln. Nun hat mir berühmte Tapferkeit zur Verwaltung einen Grabhügel übertragen. Man stirbt nicht noch bin ich tot vor Gott. Wie ich ehemals in Länder trug die kriegerischen Zeichen. So trage ich nun die heilige Trophäe in den Himmel. M. Joannes Weber aus Bischoffswerda.

##### Übersetzung Dietrich von Grünrade
Auf der anderen Seite des Steines: Ich war Dietrich von Grünrade gewesen, Ruhm des Geschlechts, berühmt in Waffen und berühmt im Frieden. Der Hof von Heinrich von Sachsen begünstigte mich als Diener. Der Majestät und Herzog Moritz eng verbunden, meine Tapferkeit wurde dann dem Kai(ser) höchst bekannt, Karl merke Dir, wem gehört Treue bis Frankreich hat mich als Kämpfenden gesehen, von hier bin ich (an den) H(of) zurückgekehrt. Es wurde mit gebührender Ehre der Majestät des Herzogs aufgenommen. Danach hielten sie die Zepter auf dem hohen Gipfel des Brenner. Die Herzöge der Mark verehrten mich sehr. Doppelt schließlich als ein Liebender der Frömmigkeit vollendete ich acht Lustra(1 Lustrum=achtJahre). In das Schattenreich des Sternenhofes kam ich als Glücklicher. M. Fabian Heyden aus Bischoffswerda, Pastor der Liptitzer Kirche.

## Vereine

### Allgemeiner Sportverein Liptitz e. V.
Der Sportverein betreibt Geräteturnen, Gymnastik und Tanz.